# Mechra Bel Ksiri
Mechra Bel Ksiri (en àrab مشرع بلقصيري, Maxraʿ Bi-l-Qṣīrī; en amazic ⵎⵛⵕⵄ ⴱⵍⵍⵇⵚⵉⵕⵉ) és un municipi de la província de Sidi Kacem, a la regió de Rabat-Salé-Kenitra, al Marroc. Segons el cens de 2014 tenia una població total de 31.497 persones.